# Sellnickochthonius furcatus
Sellnickochthonius furcatus är en kvalsterart som först beskrevs av Weis-Fogh 1948.  Sellnickochthonius furcatus ingår i släktet Sellnickochthonius och familjen Brachychthoniidae. Inga underarter finns listade i Catalogue of Life.